# Высоковольтная линия постоянного тока Волгоград — Донбасс
Высоковольтная линия постоянного тока Волгоград — Донбасс — биполярная линия длиной 475 километров и напряжением 800 кВ (между полюсами, или +400 и −400 кВ относительно земли), передающая электроэнергию от Волжской ГЭС к Донбассу и наоборот. Линия электропередачи Волгоград — Донбасс — вторая в Советском Союзе ПТВН после линии Кашира — Москва, введена в эксплуатацию в 1962—1965 гг., могла передавать мощность до 750 МВт. В течение ряда лет являлась крупнейшей ЛЭП постоянного тока в мире. Линия имеет длину 475 км и выполнена на всём своём протяжении в виде воздушной. Промежуточные опоры линии имеют, как и большинство подобных опор для ПТВН-линий, единственную траверсу, которая несёт на каждом конце двойной провод АСО-600 на гирлянде подвесных изоляторов.

## Волжская преобразовательная подстанция
Волжская преобразовательная подстанция расположена на плотине Волжской ГЭС 48°49′34″ с. ш. 44°40′20″ в. д.. Преобразовательный блок Волжской подстанции состоит из двух генераторов, группы однофазных трансформаторов и двух 6-фазных вентильных мостов. Фильтры высших гармоник на подстанции не предусмотрены. Каждый из полюсов состоит из четырёх последовательно соединённых трёхфазных вентильных мостов, которые образуют два последовательно соединённых двенадцатипульсных моста. Трансформаторы Волжской преобразовательной подстанции питаются непосредственно от генераторов Волжской ГЭС трёхфазным переменным напряжением 14 кВ, посредством двух параллельно включённых генераторов на один трансформатор. Вентильные обмотки включены: одна — в треугольник, другая — в звезду и работают каждая на свой мост. Первоначально все вентили схемы были ртутными на напряжение 100 кВ и максимальный ток 938 А. В 1977 один комплект ртутных вентилей был заменён тиристорным.
Кроме двух вторичных обмоток, необходимых для реализации двенадцатипульсного режима, трансформаторы имеют обмотки для выдачи мощности на переменном напряжении 220 и 500 кВ. Необходимая реактивная мощность обеспечивается генераторами электростанции.
В комплекс сооружений ППТ также входило единственное в своем роде сооружение — ЛЭП нулевого потенциала, так как заземляющее устройство было вынесено в степь на правом берегу Волги в связи с опасностью электрохимической коррозии для плотины и прочего оборудования. С преобразовательной подстанцией соединяется при помощи воздушной линии, выполненной в габаритах 35 кВ, но с двумя проводами.
По состоянию на 2017 год, преобразовательная подстанция отключена и находится в процессе демонтажа.

## Михайловская преобразовательная подстанция
Михайловская преобразовательная подстанция расположена к северо-востоку от Первомайска, города Луганской области Украины 48°39′13″ с. ш. 38°33′56″ в. д.. Она использует, как и Волжская преобразовательная подстанция, для каждого полюса, четыре последовательно соединённые трёхфазных вентильных моста, которые образуют два последовательно соединённых двенадцатипульсных моста. Как и на Волжской подстанции, в 1977 году один комплект ртутных вентилей был заменён тиристорным. Михайловская преобразовательная подстанции связана через трансформаторы с местной энергосистемой с напряжением 220 кВ. На подстанции есть три фильтра высших гармоник, каждый реактивной мощностью 750 МВАр. Линия начинается с ПС Михайловская, западнее основной линии, идёт параллельно ей, пересекает её в точке 48°44′1″N 38°43′26″E и заканчивается западнее Славяносербска.

## Галерея

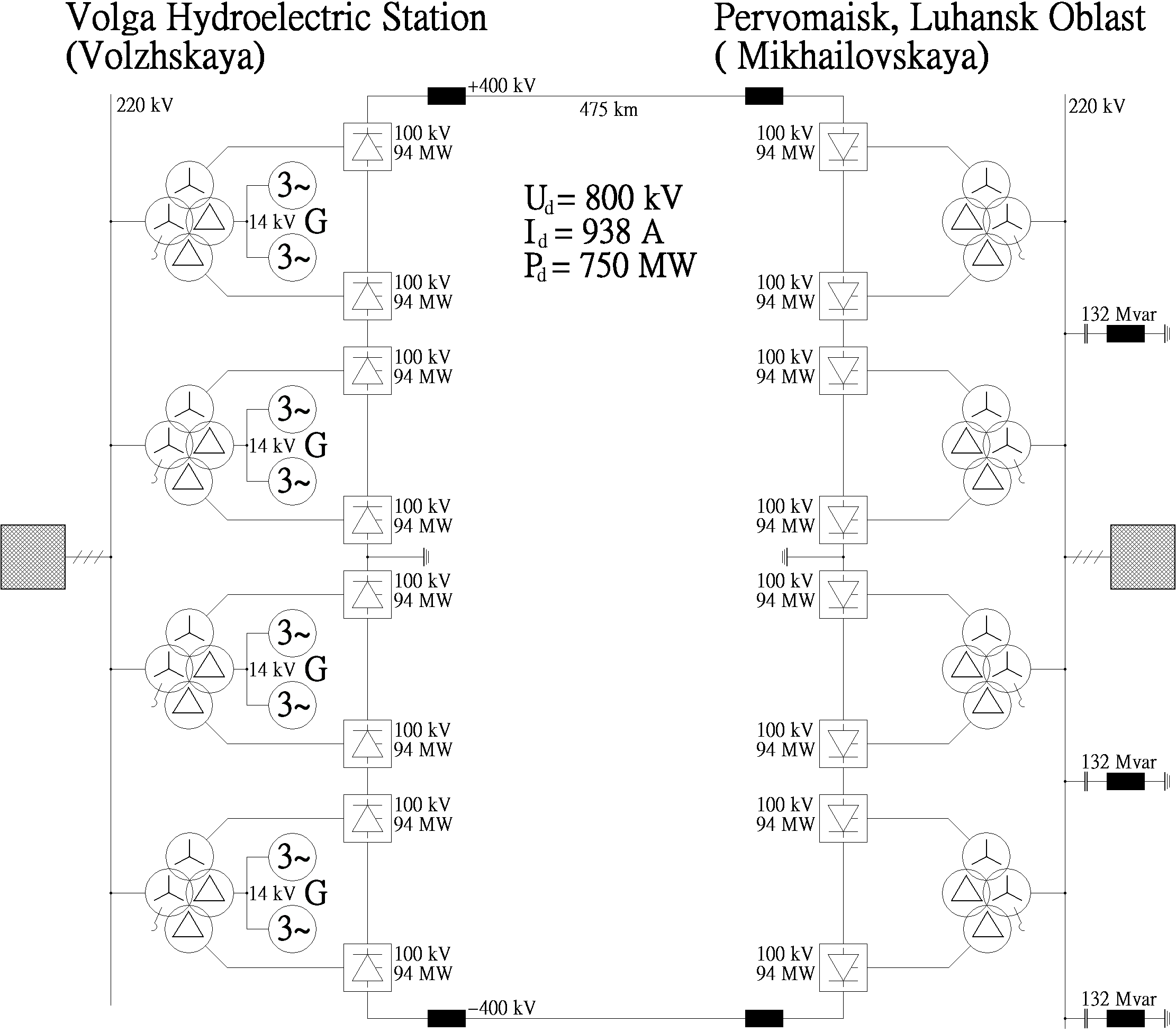
Схема HVDC-линии Волгоград — Донбасс
Трасса линии
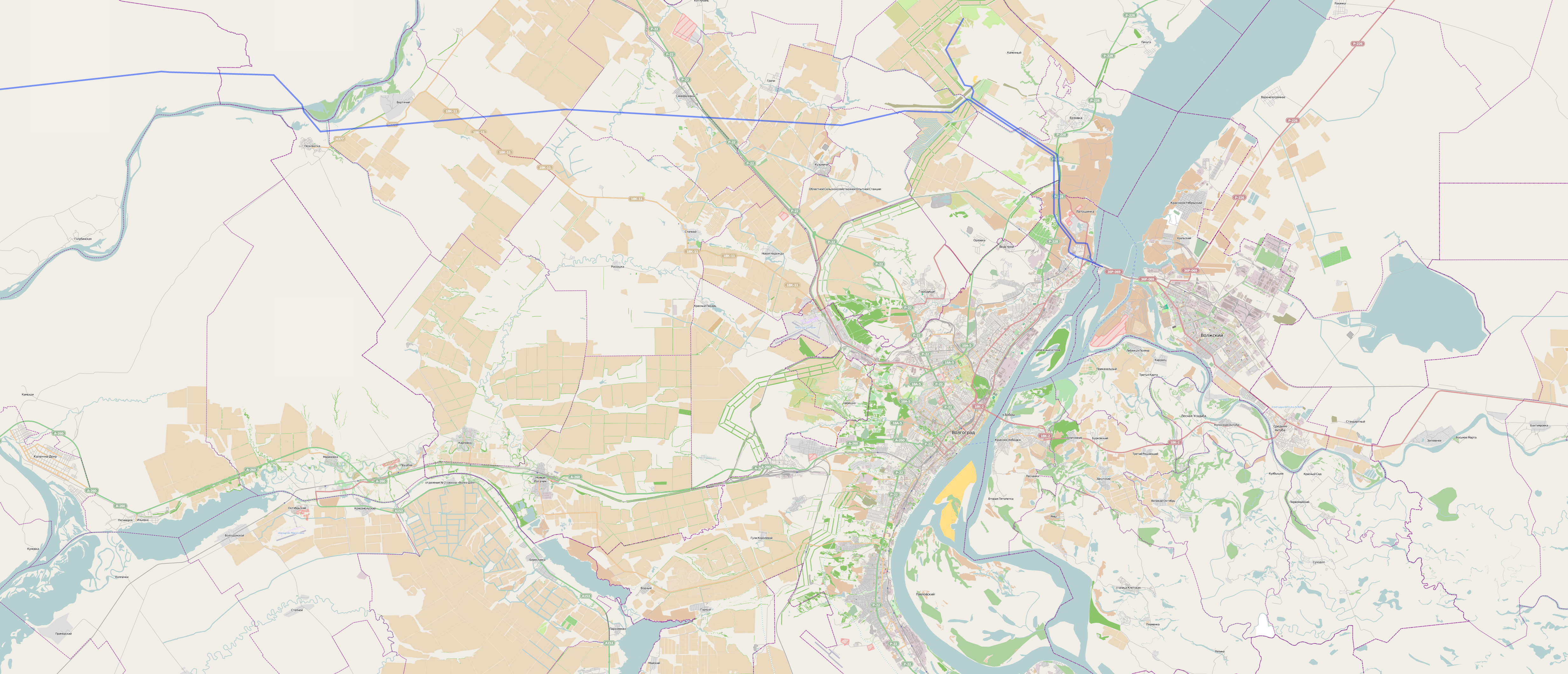
Линия в Волгоградской области
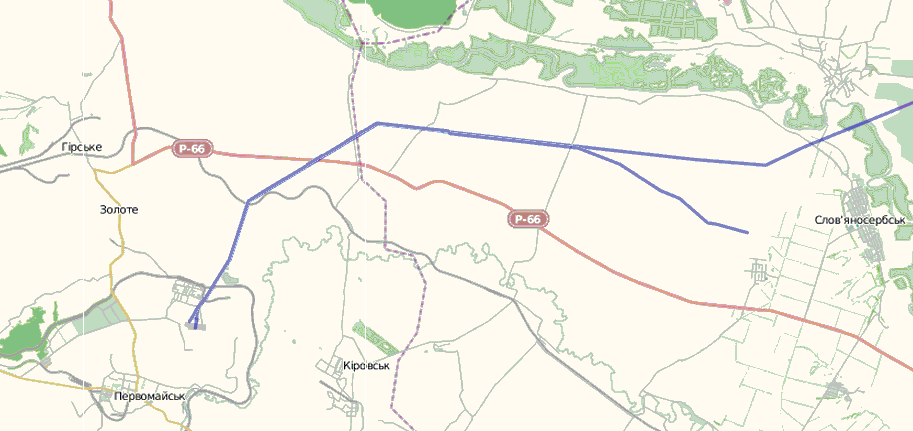
Линия возле подстанции постоянного тока Михайловская
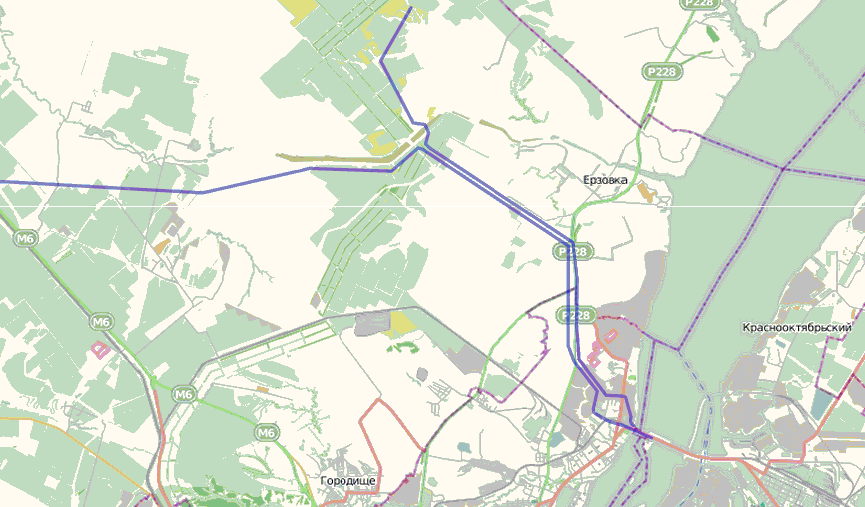
Линия возле Волгограда